# 貝氏仙女魚
貝氏仙女魚為輻鰭魚綱仙女魚目合齒魚亞目仙女魚科的一種，分布於東太平洋區的墨西哥下加利福尼亞半島中部海域，棲息深度82-230公尺，體長可達21.4公分，棲息在沙泥底質的大陸棚。

## 擴展閱讀
維基物種上的相關：貝氏仙女魚